# Morbid Visions
Morbid Visions debitantski je studijski album brazilskog metal sastava Sepultura. 
Album je sniman sedam dana u studiju Vice Versa u Belo Horizonteu te objavljen 10. studenog 1986. Članovi sastava su
izjavili da su mnoge stihove preuzeli od sastava Venom i Celtic Frost jer tada nisu dobro znali pisati na engleskom jeziku. Album je doživio dva reizdanja, prvo 1991. te drugo 1997. godine.

## Popis pjesama
Tekstovi i glazba: Max Cavalera, Igor Cavalera, Jairo Guedes, i Paulo Jr.. 
| 1.    | »Morbid Visions«       | 3:23 |
| 2.    | »Mayhem«               | 3:15 |
| 3.    | »Troops of Doom«       | 3:21 |
| 4.    | »War«                  | 5:32 |
| 5.    | »Crucifixion«          | 5:02 |
| 6.    | »Show Me the Wrath«    | 3:52 |
| 7.    | »Funeral Rites«        | 4:23 |
| 8.    | »Empire of the Damned« | 4:24 |
| 33:35 |                        |      |

| 9.  | »The Curse«           | 0:39 |
| 10. | »Bestial Devastation« | 3:08 |
| 11. | »Antichrist«          | 3:47 |
| 12. | »Necromancer«         | 3:53 |
| 13. | »Warriors of Death«   | 4:10 |

| 14. | »Necromancer« (demoverzija) |  |
| 15. | »Anticop« (uživo)           |  |

## Zasluge
- Max Cavalera — vokal, gitara
- Igor Cavalera — bubnjevi
- Jairo Guedes — gitara
- Paulo Jr. — bas-gitara